# Boz Qurd Samukh FK
El Boz Qurd Samukh FK fue un equipo de fútbol de Azerbaiyán que jugó en la Liga Premier de Azerbaiyán, la primera categoría nacional.

## Historia
Fue fundado en el año 1990 en la ciudad de Samukh con el nombre Kur Samukh, pero fue hasta 1992 que juega oficialmente torneos de fútbol, siendo uno de los equipos fundadores de la Primera División de Azerbaiyán, donde logró el subcampeonato y el ascenso a la Liga Premier de Azerbaiyán.
Habiendo hecho su debut en 1993 en la liga superior y cambiando su nombre por el de Boz Qurd Samukh FK, el equipo de Samukh ocupó el noveno lugar, con lo que seguiría conservando el derecho a permanecer en la división superior. Gasan Abdullayev se convirtió en el mejor goleador del equipo de Samukh con 6 goles marcados. Sin embargo, el club desapareció al final de la temporada debido a dificultades financieras.

## Temporadas
| Temporada | Liga | Liga | Liga | Liga | Liga | Liga | Liga | Liga | Liga | Copa          | Goleador         | Goleador |
| Temporada | Div. | Pos. | J    | G    | E    | P    | GF   | GC   | PTS  | Copa          | Nombre           | Goles    |
| --------- | ---- | ---- | ---- | ---- | ---- | ---- | ---- | ---- | ---- | ------------- | ---------------- | -------- |
| 1992      | 2    | 2    | 18   | 11   | 5    | 2    | 34   | 9    | 27   | -             |                  |          |
| 1993      | 1    | 9    | 18   | 4    | 6    | 8    | 19   | 30   | 14   | Segunda ronda | Həsən Abdullayev | 6        |